# Crown Point (Oregon)
Pour les articles homonymes, voir Crown Point.
Crown Point est un promontoire qui s'élève dans la gorge du Columbia, dans l'État américain de l'Oregon, ainsi qu'un parc d'État lui associé.
Le promontoire est situé dans le comté de Multnomah, à environ 24 kilomètres à l'est de Portland.
Son sommet culmine à 223 mètres par rapport au cours du fleuve Columbia.
Crown Point est l'un des belvédères le long de l'Historic Columbia River Highway, offrant une vue panoramique d'une partie du fleuve Columbia.
La Vista House se situe sur Crown Point.

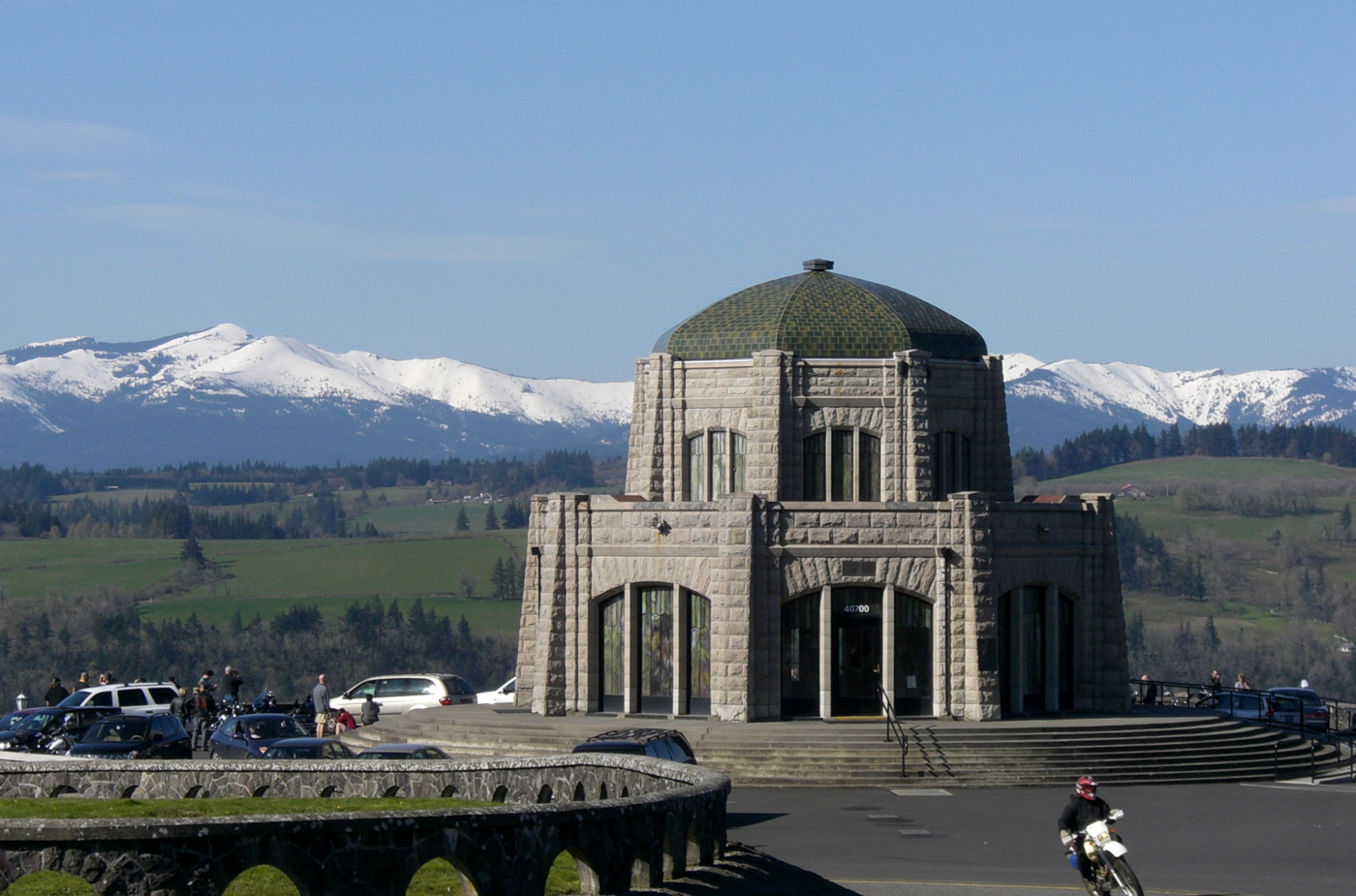
Vista House.